# Les Deux Mondes de Joe Dassin
Pour les articles homonymes, voir Deux mondes.
Albums de Joe Dassin
Joe Dassin à New York
(1966) Joe Dassin (Les Champs-Élysées)
(1969)
Singles
1. Les Dalton / Viens voir le loup
Sortie : 1967
2. Marie-Jeanne / Tout bébé a besoin d'une maman
Sortie : 1967

Les Deux Mondes de Joe Dassin est le 2e album studio français du chanteur Joe Dassin. Il est sorti en 1967.

## Liste des chansons de l'album
| 1. | Les Dalton                     | Jean-Michel Rivat, Joe Dassin, Frank Thomas | 2:36 |
| 2. | Pauvre Doudou                  | The Smokes                                  | 2:42 |
| 3. | Tout bébé a besoin d'une maman | Jean-Michel Rivat, Joe Dassin, Frank Thomas | 3:04 |
| 4. | The Last Thing on My Mind      | Tom Paxton                                  | 2:56 |
| 5. | Saint James Infirmary Blues    | Joe Dassin, Traditionnel                    | 3:09 |
| 6. | L'ombre d'un amour             | Claude Lemesle, Joe Dassin                  | 2:51 |

| 7.  | Paper Heart                      | Jean-Michel Rivat, Joe Dassin, Leon Pober   | 2:13 |
| 8.  | Marie-Jeanne (Ode to Billie Joe) | Bobbie Gentry                               | 4:14 |
| 9.  | Hello! Hello!                    | Peter Kraemer, Terry MacNeil                | 2:18 |
| 10. | My Funny Valentine               | Richard Rodgers, Lorenz Hart                | 4:14 |
| 11. | Viens voir le loup               | Jean-Michel Rivat, Joe Dassin, Frank Thomas | 2:56 |